# Barbus barbus
El barbo común europeo (Barbus barbus) (del latín 'barbus', de barba) es una especie de pez de río de la familia Cyprinidae propia de Europa.
El nombre común barbo es compartido por numerosas especies del género Barbus.

## Descripción
El cuerpo del barbo es robusto, cubierto de grandes escamas y casi cilíndrico. La aleta dorsal es alta y corta. Su hocico es casi cónico, presentando la boca en posición ventral. Esta se caracteriza por poseer labios carnosos y cuatro barbillones también carnosos. Posee dientes faríngeos implantados en dos filas.
Habitualmente presenta un dorso verde oliva a pardo verdoso en su parte superior cuyos flancos suelen presentar reflejos dorados. El vientre es amarillento a blanco yeso.

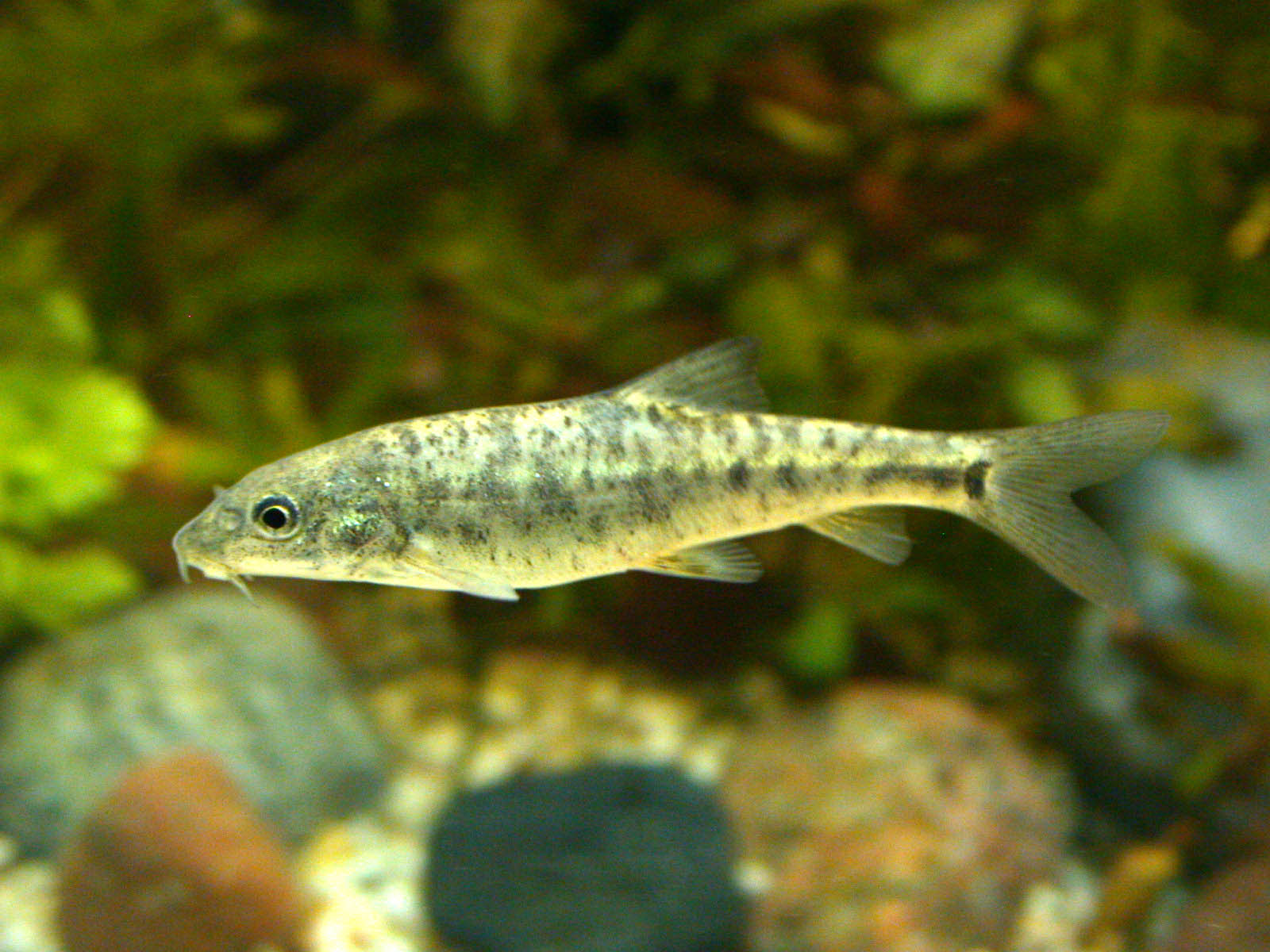
Barbo juvenil

Tanto la aleta anal como las aletas pares tienen el mismo tinte rojizo, siendo oscuras la dorsal y la caudal.
Es un pez que puede alcanzar un gran tamaño superando ocasionalmente el metro de longitud. La hembra crece más rápido que el macho.
Alcanzan la madurez sexual tras 4 a 6 años. El desove se produce de mayo a julio eligiendo zonas con fondo de grava en plena corriente. Ponen de 35 000 a 60 000 huevos supuestamente venenosos, que tardan en desarrollarse de cinco a diez días. El barbo es un pez omnívoro y aun carroñero que se alimenta de animales bentónicos, larvas de insectos, en especial de efímeras, así como de algas. Acostumbra a buscar su alimento volviendo piedras con su hocico de labios carnosos.

## Hábitat
Ocupa los cursos medios de los ríos, prefiriendo fondos pedregosos o de grava. Es gregario y forma bancos cerca del fondo.
Durante el invierno entra en una especie de hibernación, formando pequeños grupos bajo las piedras o la vegetación en aguas profundas.
Son peces cuyo número se encuentra en clara y rápida disminución. Habiendo sido muy abundantes antaño, la competencia con especies agresivas predadoras o competidoras introducidas, especialmente en el curso medio de los ríos,ha provocado su desaparición en gran parte de su hábitat. Es apreciado por los pescadores recreativos. La introducción de especies como el siluro ha provocado su total desaparición en el cauce medio del Ebro produciendo un cambio en la ecología del río en forma de un gran desarrollo en la cantidad de vegetación acuática, sargazos y algas.